# Rock Island (Nunavut)
Rock Island – niezamieszkana wyspa w Cieśninie Davisa, w Archipelagu Arktycznym, w regionie Qikiqtaaluk, na terytorium Nunavut, w Kanadzie. W pobliżu Rock Island położone są wyspy: Nudlung Island (6,8 km), Pilektuak Island (12 km), Satigsun Island (17,3 km) i Kekertaluk Island (26,6 km).